# Замойский, Ян Казимир
Ян Казимир Замойский (1658—1692) — государственный деятель Речи Посполитой, каштелян галицкий (1688), воевода белзский (1689—1692).

## Биография
Представитель польского магнатского рода Замойских герба «Елита». Младший сын каштеляна черниговского Здислава Яна Замойского (ум. 1670) и Анны Софии Лянцкоронской. В 1689 году получил должность воеводы белзского.
В 1690 году Ян Казимир Замойский был назначен комиссаром для урегулирования споров между пограничными венгерскими и польскими землями. В 1685 году был ранен во время польской военной кампании в Молдавии.
Был женат на Урсуле Калинской, вдове каштеляна конарского и куявского Ясентия Домбского, от брака с которой не имел потомства.